# Salzstelle Nauen
Salzstelle Nauen este o arie protejată (sit de importanță comunitară — SCI) din Germania întinsă pe o suprafață de 39,93 ha, integral pe uscat.

## Localizare
Centrul sitului Salzstelle Nauen este situat la coordonatele 52°38′24″N 12°53′32″E / 52.64°N 12.8922°E.

## Înființare
Situl Salzstelle Nauen a fost declarat sit de importanță comunitară în martie 2004 pentru a proteja 1 specie de animale.

## Biodiversitate
Situată în ecoregiunea continentală, aria protejată conține 1 habitat natural: Pășuni continentale udate de apa mării.
La baza desemnării sitului se află o specie protejată de  păsări: lăcar-de-rogoz (Acrocephalus schoenobaenus).
Pe lângă speciile protejate, pe teritoriul sitului au mai fost identificate 2 specii de plante.